# ولکانیت
وُلکانیت یک کانی تلورید مس کمیاب است. این کانی دارای درخشندگی فلزی است و رنگ سبز یا زرد برنزی دارد. سختی آن بین ۱ تا ۲ در مقیاس موس (بین تالک و گچ) است. ساختار کریستالی آن راست‌لوزی است.
ولکانیت به خاطر مکانی که در سال ۱۹۶۱ در آن کشف شد، معدن ماموت در ولکان (شهر ارواح و منطقه)، شهرستان گانیسون، کلرادو نام‌گذاری شده‌است. ذخایر کوچکی نیز در ژاپن، روسیه، عربستان سعودی و نروژ کشف شده‌است. این ماده با تلوریم بومی، ریکاردیت، پتزیت و سیلوانیت یافت می‌شود.